# O goshi

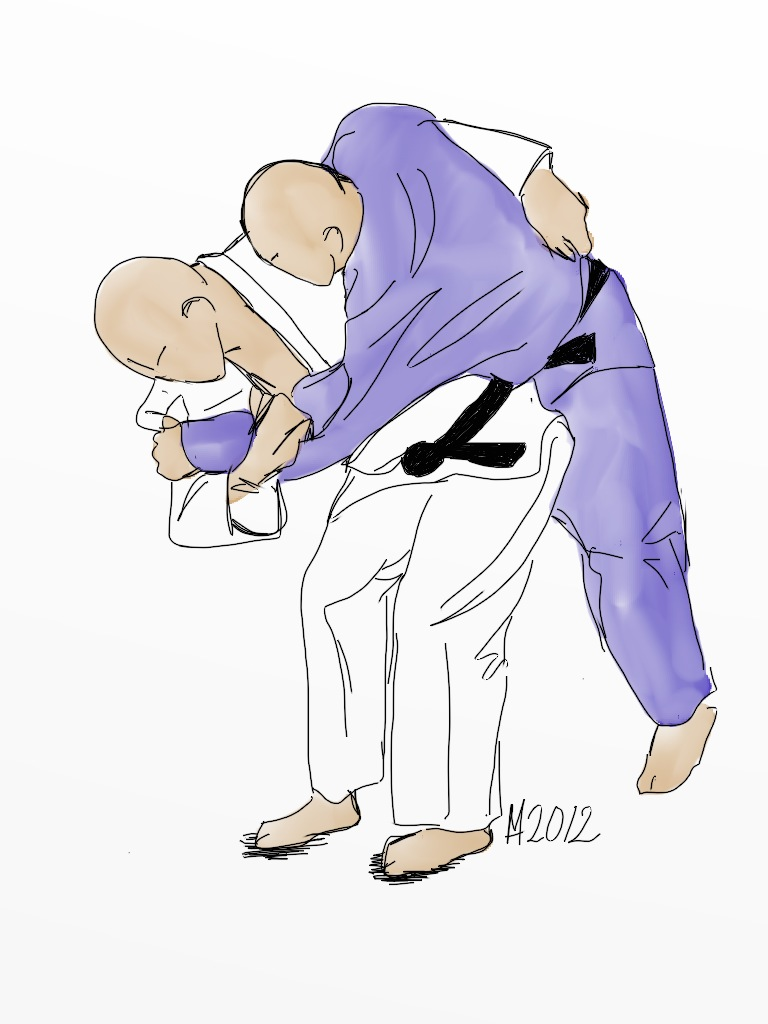
O goshi.

O goshi (大腰?) es una de las 40 técnicas originales de judo desarrolladas por Jigoro Kano. Pertenece al segundo grupo (Dai Ikkyo) de los movimientos del kodokan judo en el gokyo no waza, y es clasificada como técnica de cadera o koshiwaza. Es originaria del jujutsu, de la escuela Tenjin Shinyō-ryū.

## Ejecución
El atacante (tori), situado frente a la víctima (uke), lo atrae hacia sí tirando de sus brazos, girando levemente hacia un lado para presionar su cadera contra el abdomen del uke y situando el brazo más cercano al uke en la parte baja de su espalda y el más alejado apresando el brazo correspondiente. Desde esa posición, el usuario tira de su oponente hacia delante por la presa del brazo y hacia arriba por la de la espalda y gira sobre sí mismo usando la cadera como pivote, alzando en vilo al oponente y haciéndole caer al piso.